# الدوري الأمريكي لكرة السلة للمحترفين 2017–18
الدوري الأمريكي لكرة السلة للمحترفين 2017–18 (بالإنجليزية: 2017–18 NBA season)‏ هو الموسم 72 من  الرابطة الوطنية لكرة السلة. أقيم خلال الفترة 17 أكتوبر 2017 وحتى 9 يونيو 2018، وأشرف على تنظيمه الرابطة الوطنية لكرة السلة، وكان عدد الأندية المشاركة فيه  30.